# Ateloglossa gillettei
Ateloglossa gillettei är en tvåvingeart som först beskrevs av Townsend 1892.  Ateloglossa gillettei ingår i släktet Ateloglossa och familjen parasitflugor.
Artens utbredningsområde är Colorado. Inga underarter finns listade.